# Артур Люїс
Сер Вільям Артур Люїс (англ. Sir William Arthur Lewis; 23 січня 1915, Кастрі, Сент-Люсія, Британська Вест-Індія — 15 червня 1991, Бриджтаун, Барбадос) — британський економіст, лауреат Нобелівської премії з економіки (1979 р.) «за новаторські дослідження економічного розвитку у застосуванні до проблем країн, що розвиваються».

## Життєпис
Артур Люїс народився в Сент-Люсії, яка тоді ще була частиною федеральної колонії Британських Навітряних островів, у родині шкільних вчителів Джорджа та Іди Люїс. Артур був четвертою дитиною серед п’яти. Його батьки імігрували з Антигуа незабаром після рубежу століть. Джордж Люїс помер, коли Артуру виповнилося сім років, тож Іда сама виховала їхніх п’ятьох дітей. Артур був обдарованим школярем, і його завчасно перевели на два класи вперед. Після закінчення школи у віці 14 років Люїс працював клерком та чекав  складання вступного іспиту до університету. У цей час він подружився з Еріком Вільямсом, майбутнім першим прем'єр-міністром Тринідаду і Тобаго, і вони залишилися друзями протягом всього життя.
Після закінчення університету Люїс думав почати кар’єру інженера, але зрештою обрав економіку, оскільки уряди та компанії країн Вест-Індії, таких як Сент-Люсія, відмовлялися наймати кольорових людей. У віці 18 років він отримав стипендію для навчання в Лондонській школі економіки (LSE) та став першою чорношкірою людиною, яку прийняли в LSE. Академічну роботу Люїса помітили та захоплювалися нею його колеги та професори. Перебуваючи в LSE, Льюїс мав можливість навчатися у таких людей, як Джон Хікс, Арнольд Плант, Ліонель Роббінс та Фрідріх Гаєк. Після здобуття ступеня бакалавра наук 1937 року та доктора філософії 1940 року в LSE під керівництвом Арнольда Планта Люїс працював членом персоналу LSE до 1947 року.
Працював у Манчестерському та Принстонському університетах. Президент Американської економічної асоціації в 1983 році.

### Родина
1938 року Люїс одружився з Гледіс Джейкобс з острова Гренада, яка згодом стала скульптором. У них народилися дві дочки.

## Нагороди
У 1963 році уряд Великої Британії присвоїв Люїсу лицарське звання. Він був почесним доктором двадцяти університетів Америки, Європи та Африки, в тому числі Колумбійського, Гарвардського і Єльського, а також університетів Вест-Індії, Манчестера, Уельсу, Бристоля, Лагоса і Торонто. Він був почесним членом Лондонської школи економіки. У 1966—1973 роках — почесний президент Університету Гани. 1969 року він став почесним членом Вейцмановского інституту (Ізраїль). У 1983 році призначений президентом Американської економічної асоціації. Був членом-кореспондентом Британської академії наук. Обіймав посади члена ради Королівського економічного товариства (Велика Британія), президента Економічного товариства Гани і члена Економічного консультативного комітету Національної асоціації підтримки кольорового населення США.

### Нобелівська премія
1979 року Артур Люїс разом із Теодором Шульцем були удостоєні Нобелівської премії з економіки «за новаторські дослідження економічного розвитку, особливо стосовно проблем країн, що розвиваються».

## Спадщина та почесті
- На його честь названо Громадський коледж Артура Люїса в Сент-Люсії[11].
- Будівлю Артура Льюїса[en] (відкриту 2007 року) в Університеті Манчестера назвали на його честь, оскільки він читав там лекції кілька років до вступу на державні посади[12].
- Інститут соціальних та економічних досліджень сера Артура Люїса Університету Вест-Індії названо на його честь[13].
- Портрет сера Артура Люїса розміщений на реверсі 100-доларової банкноти східнокарибського долара[14].
- Аудиторія Артура Люїса, головна аудиторія Робертсон-Хола, де знаходиться Школа громадських та міжнародних відносин імені Вудро Вільсона Принстонського університету, названа на його честь[12].
- 10 грудня 2020 року Google присвятив серу Артуру Люїсу Google-дудл[15][16][17].

## Праці
- Lewis W. A. Labour in the West Indies. — London, 1939.
- Lewis W. A. Economic Problems of Today. — London, 1940.
- Lewis W. A. An Economic Plan for Jamaica//Agenda, 3(4), 1944. — pp. 154—163.
- Lewis W. A. Monopoly in British Industry. — London, 1945.
- Lewis W. A. Economic Survey, 1919—1939. — London, 1949.
- Lewis W. A. The Principles of Economic Planning, 1949.
- Lewis W. A. The Industrial Development of the Caribbean. Kent House, Port of Spain, 1951.
- Lewis W. A. [Архівовано 10 грудня 2020 у Wayback Machine.] Economic Development with Unlimited Supplies of Labour // The Manchester School, 1954.
- Lewis W. A. The Theory of economic Growth. — London: Allen & Unwin, 1955.
- Lewis W. A. Reflections on unlimited labour, Princeton, DP 55, October 1968.
- Lewis W. A. The Evolution of the International Economic Order. — Princeton: Princeton University Press, 1977.
- Lewis W. A. Growth and Fluctuations, 1870—1913. — London: Allen & Unwin, 1978.
- Lewis W. A. The Dual Economy Revisited // The Manchester School of Economics and Social Studies. 1979. No. 47, pp. 211—229.